# Trận Ngọc Hồi – Đống Đa
Trận Ngọc Hồi – Đống Đa (hay Chiến thắng Kỷ Dậu) là tên gọi do các nhà sử học Việt Nam dành cho loạt trận đánh chống ngoại xâm thắng lợi của nước Đại Việt thời Tây Sơn do vua Quang Trung lãnh đạo vào đầu năm Kỷ Dậu 1789, đánh tan đội quân Mãn Thanh do Tôn Sĩ Nghị chỉ huy - kéo sang biên giới và tràn vào lãnh thổ Đại Việt do sự cầu viện của vua Lê Chiêu Thống nhà Hậu Lê.
Trận Ngọc Hồi - Khương Thượng - Đống Đa là chiến thắng quân sự tiêu biểu, thể hiện tài năng cầm quân của hoàng đế Quang Trung nhà Tây Sơn. Quân Thanh có quân số đông hơn 2-3 lần (tùy theo các thống kê khác nhau), có cả ưu thế về địa hình (quân Thanh phòng thủ trong thành lũy trong khi quân Tây Sơn phải hành quân từ xa đến), lại cộng thêm cả quân Lê Chiêu Thống hỗ trợ. Nhưng bất chấp những khó khăn đó, vua Quang Trung đã hành quân thần tốc và đánh tan lực lượng quân Thanh và Lê Chiêu Thống, chiếm lại được kinh đô Thăng Long chỉ trong vòng 5 ngày. Chiến thắng này đã giữ vững sự tồn tại của nước Đại Việt trước họa xâm lược, chấm dứt kế hoạch xâm chiếm của nhà Thanh. Lê Chiêu Thống phải chạy theo quân Thanh sang Trung Quốc, đánh dấu việc nhà Tây Sơn trở thành triều đại mới của nước Việt Nam, nắm quyền cai quản đất Bắc Hà và được nhà Thanh chính thức công nhận.

## Bối cảnh
Nước Đại Việt cuối thế kỷ 18 rất rối ren và phân liệt nhiều hơn sau hơn 200 năm chia cắt Đàng Trong và Đàng Ngoài. Vua nhà Lê trung hưng chỉ tồn tại trên danh nghĩa ở Đàng Ngoài, thực chất quyền hành trong tay các chúa Trịnh; còn từ sông Gianh trở vào nam là Đàng Trong do chúa Nguyễn cai quản, cũng lấy danh nghĩa "phù Lê".
Năm 1771, ba anh em Tây Sơn là Nguyễn Nhạc, Nguyễn Lữ và Nguyễn Huệ nổi dậy khởi nghĩa chống chúa Nguyễn ở Đàng Trong. Sau hơn 10 năm kịch chiến, năm 1783, Nguyễn Nhạc lật đổ sự thống trị của chúa Nguyễn ở Đàng Trong, tự lập làm vua Thái Đức ở Quy Nhơn. Chúa Nguyễn mới là Nguyễn Ánh phải chạy sang Xiêm lưu vong.
Năm 1786, Nguyễn Nhạc cử em là Nguyễn Huệ mang quân đánh Phú Xuân – kinh thành cũ của chúa Nguyễn, bị chúa Trịnh đánh chiếm năm 1775. Nguyễn Huệ đánh lấy Phú Xuân rồi đánh thẳng ra Thăng Long với danh nghĩa "Phù Lê diệt Trịnh", tiêu diệt chúa Trịnh. Anh em Tây Sơn giao hiếu với vua Lê rồi rút quân về nam.
Năm 1787, Nguyễn Nhạc và Nguyễn Huệ nổ ra xung đột. Nguyễn Huệ thắng thế nhưng chấp nhận lời cầu hòa của vua anh. Nhân cơ hội đó, các lực lượng chống Tây Sơn trỗi dậy. Phía nam, Nguyễn Ánh nhờ sự giúp đỡ của người Pháp, trở về đánh chiếm Gia Định. Đông Định vương nhà Tây Sơn là Nguyễn Lữ bỏ Gia Định về Quy Nhơn. Phía bắc, các lực lượng thân họ Trịnh dựng lại người trong tông tộc là Trịnh Bồng lên ngôi, bị tướng Bắc Hà đã hàng Tây Sơn là Nguyễn Hữu Chỉnh từ Nghệ An kéo ra đánh bại. Chỉnh ra cầm quyền ở Thăng Long mưu thay chúa Trịnh chống Tây Sơn.

## Mâu thuẫn giữa vua Lê và Tây Sơn
Lê Chiêu Thống lên ngôi trong bối cảnh chúa Trịnh vừa bị diệt, muốn lấy lại quyền hành về tay, nhưng liên tiếp bị các tướng áp chế để lập lại chúa Trịnh. Lê Chiêu Thống triệu Nguyễn Hữu Chỉnh về đánh trừ được họ Trịnh thì lại đến lượt Nguyễn Hữu Chỉnh lộng hành.
Lúc đó Tây Sơn không còn ở Bắc Hà nhưng vẫn giữ đất Nghệ An, mà cương thổ cũ của Đàng Ngoài là tới sông Gianh thuộc Bắc Bố Chính (Quảng Bình). Vua Lê Chiêu Thống tuy không thích việc Nguyễn Hữu Chỉnh chuyên quyền nhưng lại đồng thuận với ông ta trên 2 điểm:
- Không muốn sự quay lại của họ Trịnh.
- Không muốn chịu ảnh hưởng của Tây Sơn và không bằng lòng việc mất Nghệ An cho Tây Sơn.

Do đó, Lê Chiêu Thống đồng tình với Nguyễn Hữu Chỉnh trong việc cử Trần Công Xán vào Phú Xuân đòi Nguyễn Huệ đất Nghệ An. Nguyễn Huệ không bằng lòng "trả" Nghệ An, điều thêm quân ra Nghệ An cho Vũ Văn Nhậm để chuẩn bị đánh ra Bắc. Trong khi đó tình hình Bắc Hà vẫn rối ren, Nguyễn Hữu Chỉnh vẫn phải lo đánh dẹp các lực lượng thân họ Trịnh.
Tháng 11 năm 1787, Nguyễn Huệ sai Ngô Văn Sở hợp sức với Vũ Văn Nhậm mang quân ra Bắc. Nguyễn Hữu Chỉnh mang quân ra đánh bị thua to. Tháng 12 năm 1787, Vũ Văn Nhậm tiến vào Thăng Long, Lê Chiêu Thống cùng Chỉnh chạy sang Bắc Giang, đóng ở Mục Sơn. Chỉnh bị quân Tây Sơn đuổi kịp, bắt được và giết chết.
Vũ Văn Nhậm tiến quân đi đánh tan các lực lượng phò Lê rồi sai người đi mời vua Lê về kinh. Vua Lê không thuận, vẫn hô hào quân các trấn Bắc Hà cần vương chống Tây Sơn. Bắc Hà rối loạn, các lực lượng thân vua Lê, thân họ Trịnh cũ và quân đội Tây Sơn đánh lẫn nhau.
Trong lúc tướng Tây Sơn là Phạm Văn Tham đang cầm cự với quân Nguyễn Ánh ở Nam Bộ, Vũ Văn Nhậm lại chuyên quyền có ý chống lại Nguyễn Huệ ở Thăng Long. Tháng 4 năm 1788, Nguyễn Huệ ra Bắc lần thứ hai, giết chết Vũ Văn Nhậm. Nguyễn Huệ bèn dựng hoàng thân Lê Duy Cận làm giám quốc, sai Ngô Văn Sở cầm quân giữ Thăng Long và tháng 5 năm 1788 trở về Phú Xuân để chuẩn bị Nam tiến đánh Nguyễn Ánh theo thỉnh cầu của vua anh Nguyễn Nhạc.

## Quân Thanh chuẩn bị lực lượng

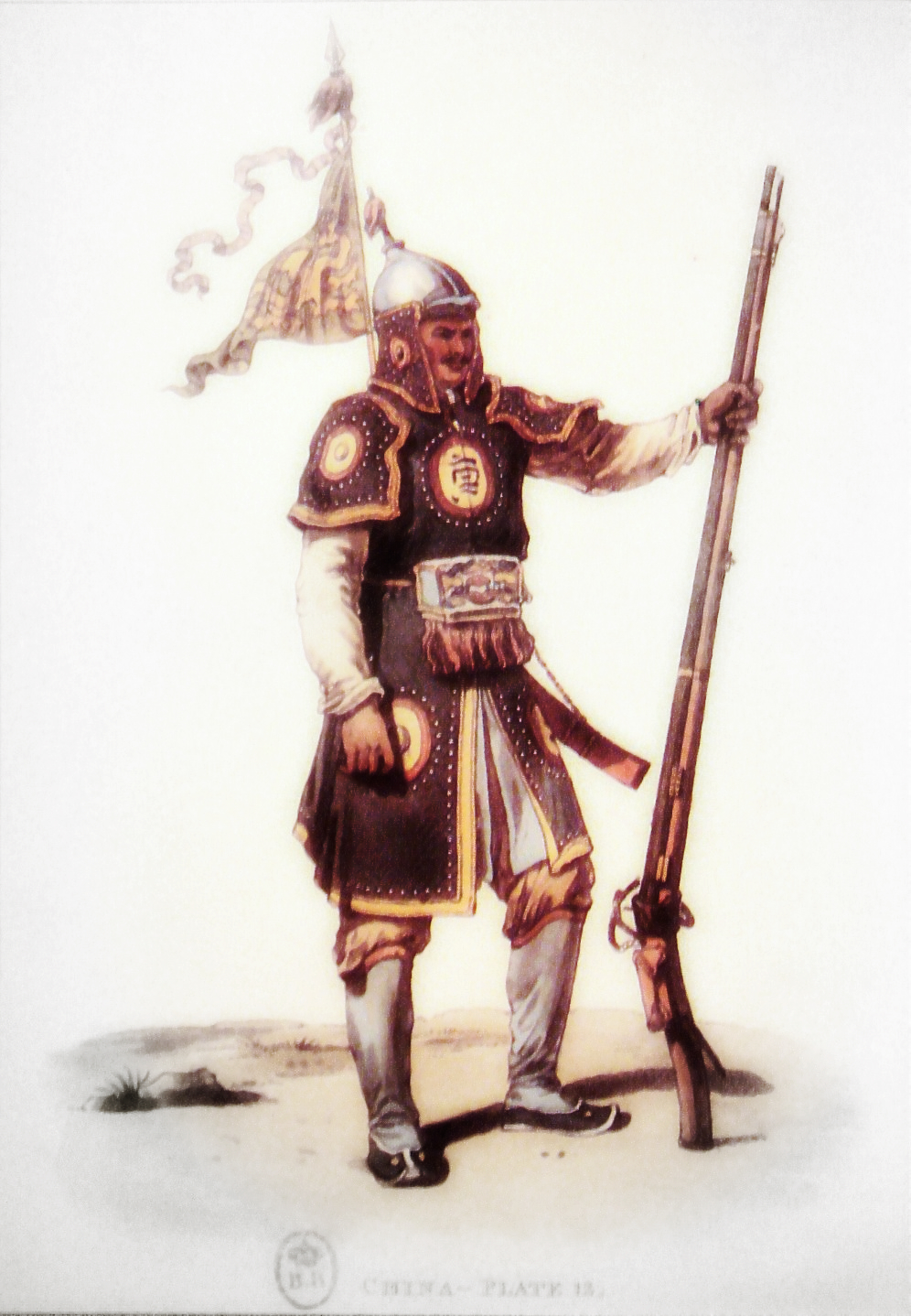
Quân Thanh thời Càn Long

Lực lượng phù trợ Lê Duy Kỳ (tên khác của Lê Chiêu Thống) thất thế. Tháng 5 năm 1788, Lê Duy Kỳ cùng các bầy tôi sang Long Châu cầu viện nhà Thanh phát binh đánh Tây Sơn.
Tháng 7 năm 1788, Lê Chiêu Thống ở Kinh Bắc cũng sai người sang Trung Quốc cầu viện. Càn Long muốn nhân cơ hội đánh chiếm Đại Việt bèn sai Tổng đốc Lưỡng Quảng là Tôn Sĩ Nghị mang khoảng 29 vạn quân và dân binh (xem phần "#Các ý kiến khác nhau về số quân Thanh" bên dưới), gồm các đạo binh huy động từ Quảng Đông, Quảng Tây, Vân Nam và Quý Châu hộ tống Lê Chiêu Thống về Đại Việt với danh nghĩa phù Lê.
Quân Thanh chia làm 3 cánh quân tiến sang Đại Việt:
1. Quân Vân Nam, Quý Châu do đề đốc Vân Quý là Ô Đại Kinh, từ Vân Nam qua ải Bạch Mã, theo đường Tuyên Quang xuống Sơn Tây vào Thăng Long.
2. Quân Quảng Đông, Quảng Tây do Tôn Sĩ Nghị (chức tổng đốc Lưỡng Quảng) trực tiếp chỉ huy, qua ải Nam Quan vào Lạng Sơn; phó chỉ huy là Hứa Thế Hanh (chức đề đốc) cùng các tướng Thượng Duy Thăng, Trương Triều Long (cả hai đều đang mang chức tổng binh), Lý Hóa Long (chức phó tướng).
3. Quân tình nguyện Điền châu do Sầm Nghi Đống chỉ huy, theo đường Long châu tiến vào Cao Bằng rồi tiến về Thăng Long.

Cả ba đạo quân xuất phát vào cuối tháng 10 âm lịch năm 1788.
Càn Long còn đặc cử Phúc Khang An chuyên trách hậu cần. Theo sách Thánh vũ ký, phần Càn Long chinh phủ An Nam ký" của Ngụy Nguyên đời Thanh, Phúc Khang An đã thiết lập trên 70 đồn quân lương to lớn và kiên cố từ hai đường Quảng Tây và Vân Nam tới Thăng Long. Riêng chặng đường từ ải Nam Quan tới Thăng Long, Khang An thiết lập 18 kho quân lương trong khi Tôn Sĩ Nghị hành quân. Tổng số chi phí mà nhà Thanh đã tiêu vào cuộc chiến ở Việt Nam là 1.346.508 lượng bạc, bao gồm tỉnh Quảng Tây chi ra 1.057.322 lượng và tỉnh Vân Nam chi ra 289.186 lượng
Quân nhà Thanh điều động phần lớn là quân Lục Doanh người Hán, không phải quân Bát Kỳ Mãn Châu (đội quân được coi là tinh nhuệ nhất của nhà Thanh). Do vậy, có những ý kiến cho rằng Càn Long chủ quan, coi thường đối thủ, nếu ông dùng quân Bát Kỳ Mãn Châu thì có thể giành chiến thắng. Nhưng thực ra thì không phải như vậy:
- Sau khi nhà Thanh chiếm được Trung Hoa, do hòa bình kéo dài, việc huấn luyện chểnh mảng nên quân Bát Kỳ Mãn Châu đã nhanh chóng thoái hóa. Đến thời Càn Long, sau 100 năm hòa bình, quân Bát Kỳ đã suy thoái trầm trọng, hữu danh vô thực. Trong Chiến tranh Thanh-Miến năm 1768, 3 vạn quân Bát Kỳ đã bị 3 vạn quân Miến Điện đánh bại, bị tiêu diệt gần hết. Đến năm 1769, 4 vạn quân Bát Kỳ cũng bị quân Miến Điện tiêu diệt hơn 1 nửa, phải vội vã nghị hòa. Năm 1784, Càn Long đến Hàng Châu xem thao diễn quân sự, thấy quân Bát Kỳ ở đó bắn tên hầu hết bị trượt, có người cưỡi ngựa không vững bị té xuống đất. Rõ ràng chất lượng của quân Bát Kỳ khiến Càn Long không còn có thể tin tưởng được.
- Địa hình miền bắc Việt Nam nhiều đồi núi, sông ngòi, không thích hợp cho kỵ binh. Khí hậu nóng ẩm cũng không thích hợp với quân Bát Kỳ vốn là người Mãn Châu cư trú ở miền Bắc Trung Quốc (trong Chiến tranh Thanh-Miến, quân Bát Kỳ chỉ tác chiến mấy tháng đã kiệt sức vì loại khí hậu này). Dùng quân Lục Doanh người Hán là thích hợp hơn nhiều cho chiến dịch này, họ vừa là bộ binh thành thạo việc xây dựng lại vừa chịu đựng khí hậu nóng ẩm tốt hơn.

Khi nghe tin quân Thanh giúp Lê Chiêu Thống sang đánh Tây Sơn, Nguyễn Ánh (hậu duệ chúa Nguyễn, đang đánh với quân Tây Sơn ở Nam Bộ, năm 1802 là vua Gia Long) đã sai Phạm Văn Trọng và Lâm Đồ mang thư và chở 50 vạn cân gạo ra bắc để giúp quân Thanh, nhưng thuyền đi giữa đường bị đắm hết.

## Tiền quân Tây Sơn vừa đánh vừa rút lui
Khi quân Thanh tiến qua biên giới, quân lính Tây Sơn bỏ trốn hết khiến viên trấn thủ của Tây Sơn là Phan Khải Đức phải đầu hàng Theo thư Lê Chiêu Thống gửi cho Tôn Sĩ Nghị, tổng số quân Tây Sơn đóng ở miền Bắc khoảng 60 ngàn quân, trong đó có 30 ngàn quân do bắt lính tại địa phương, không có lòng chiến đấu.

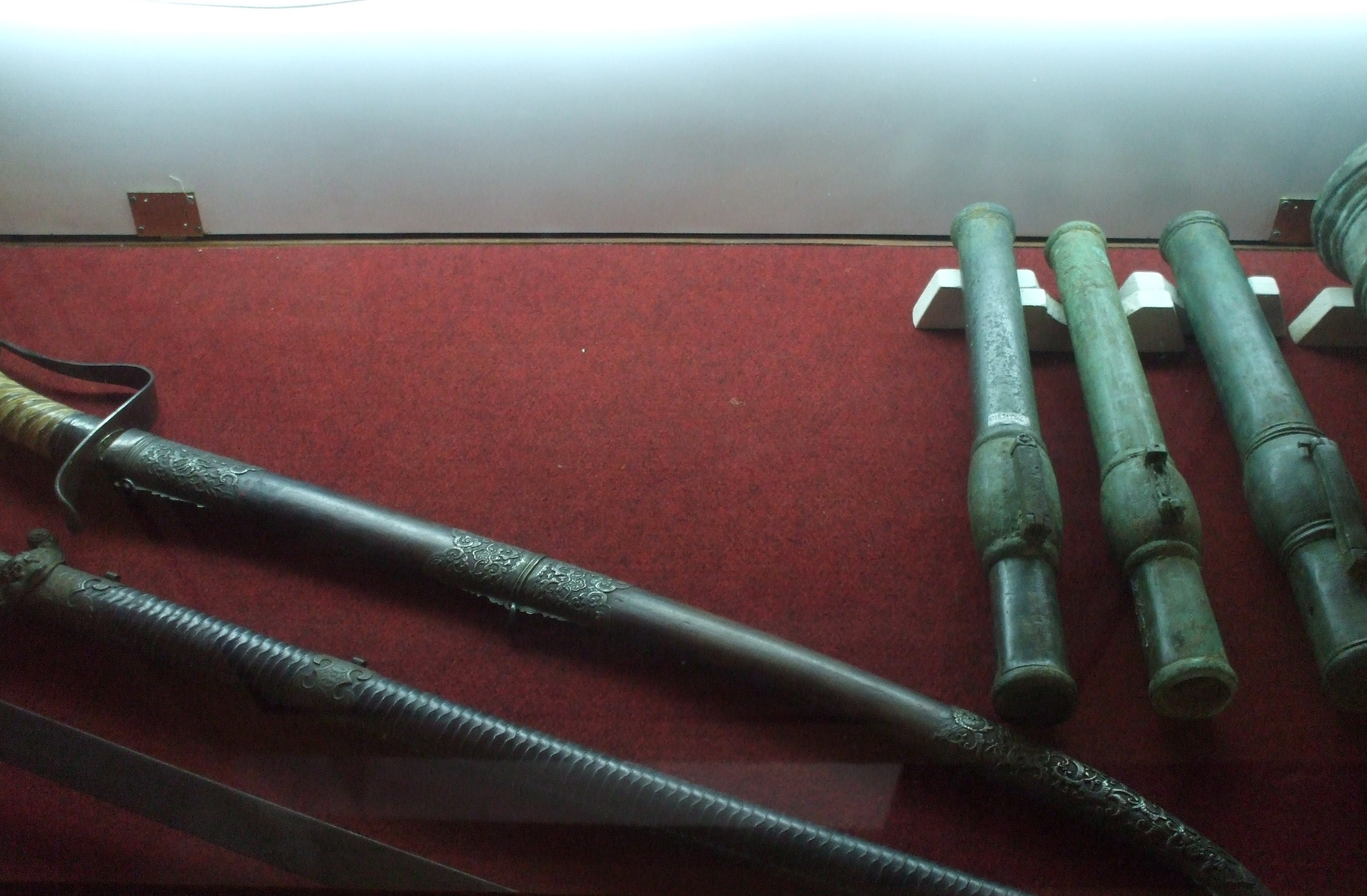
Gươm và súng của quân đội nhà Tây Sơn.

Ngô Văn Sở được tin quân Thanh kéo sang liền nhóm họp các văn võ quan nhà Lê Trung Hưng đưa một bức thư ký tên Giám Quốc Sùng Nhượng Công, Lê Duy Cẩn sang xin hoãn binh với Tôn Sĩ Nghị. Rồi các tướng Tây Sơn mở cuộc thảo luận.
Nhiều người bàn dùng phục binh đánh quân Thanh như Lê Lợi diệt tướng nhà Minh là Liễu Thăng, Lương Minh trước đây, duy Ngô Thì Nhậm chủ trương kế hoạch, nhử quân Thanh vào sâu nội địa, thủy quân rút về Biện Sơn trước, lục quân kéo vào đóng giữ núi Tam Điệp rồi báo tin vào cho Bắc Bình Vương. Chiến lược này được chấp thuận, binh sĩ các đạo đều được lệnh về hội ngay dưới cờ của Tiết Chế Ngô Văn Sở tại bờ sông Nhị vào năm hôm sau. Sở bàn kế hoạch lui quân.
Ngô Văn Sở sai tướng chặn giữ bến đò Xương Giang chặn quân Thanh, và sai Phan Văn Lân đưa hơn 10 ngàn quân tinh nhuệ từ Thăng Long đi đánh. Quân Tây Sơn vượt sông Nguyệt Đức đánh vào quân Thanh đang đóng ở núi Tam Tầng, bao vây doanh trại của Tôn Sĩ Nghị. Súng hỏa sang của quân Thanh bắn ra như mưa, đồng thời cung tên từ hai cánh phải và trái của quân Thanh cũng bắn ra, quân Tây Sơn chết rất nhiều. Tôn Sĩ Nghị lại phái một toán kỵ binh từ mạn thượng lưu vượt qua sông đánh úp lấy đồn Thị Cầu. Đồn này phát hỏa, Văn Lân cả sợ rút về.
Ngày 21 tháng 11 năm Mậu Thân (1788), thành Thăng Long bỏ ngỏ, quân của Nghị vào đóng và tướng doanh của Nghị đặt tại Tây Long Cung. Theo lời vua Thanh dặn, Sĩ Nghị lấy xong thành này rồi trao ấn cho Duy Kỳ, tấn phong làm An Nam quốc vương lấy lòng dân Đại Việt.. Ngày 22, Sĩ Nghị làm lễ ở điện Kính Thiên để làm lễ sách phong cho vua Lê Chiêu Thống.
Lê Chiêu Thống được tin quân Tây Sơn rút khỏi các trấn, bèn điều các tướng dưới quyền đi chiếm lại những nơi đó. Giữa tháng 11 năm 1788, quân Thanh tới bờ bắc sông Thương. Quân Tây Sơn rút về bờ nam nhưng phá hết cầu và lấy hết thuyền bè. Theo sách Thánh vũ ký, phần "Càn Long chinh phủ An Nam ký" của Nguỵ Nguyên, quân Thanh đã tổn thất khá nhiều mới bắc được cầu qua sông do đạn của quân Tây Sơn bắn sang trước khi rút hẳn.
Quân Thanh tiến đến Thị Cầu, Phan Văn Lân đã chặt cầu và tận dụng bờ nam cao hơn bờ bắc mà bắn đại bác sang khiến quân Thanh mất 3 ngày (15 đến 17 - 11) không bắc nổi cầu. Nửa đêm 17 tháng 11, Phan Văn Lân mang một ngàn quân bản bộ theo khúc sông Cầu định tập kích trại Tôn Sĩ Nghị nhưng bị thiệt hại do hoả lực của quân Thanh bắn ra. Sau đó Văn Lân đụng độ tướng Thanh là Trương Triều Long ở Tam Tằng.
Một dã sử nhà Thanh ghi tiền quân Thanh tới sông Thị Cầu (bến Đáp Cầu) ngày 10/12/1788 [15/11 Mậu Thân]. Cho lệnh quân Lê bắc cầu phao qua sông. Đêm 11-12/12 [16-17/11 Mậu Thân], quân Tây Sơn tấn công nhưng thất bại. Quân Thanh giết cả 423 tù binh. Dọc đường tiến quân về Hà Nội, giết thêm 115 người khác.
Trong khi đó, lục quân của Ngô Văn Sở cũng rút về tới Ninh Bình cố thủ. Ngày 20 tháng 11, quân Tây Sơn đóng đồn từ Tam Điệp tới Biện Sơn, Ngô Văn Sở cho đô đốc Tuyết vào nam cấp báo với Bắc Bình vương Nguyễn Huệ.
Tôn Sĩ Nghị tính chuyện truy kích Nguyễn Huệ nhưng Tôn Vĩnh Thanh tâu là Quảng Nam xa cách đô thành nhà Lê 2.000 dặm, muốn hành quân thì phải cần thêm 10 vạn dân phu vận tải, cũng bằng số dân phu huy động để kéo quân từ Trấn Nam Quan đến thành họ Lê.

## Quân Thanh đóng đồn phòng thủ
Tôn Sĩ Nghị từ Tam Tằng tiến vào Thăng Long. Lê Duy Kỳ từ Kinh Bắc ra đón rồi cùng theo vào kinh thành. Không lâu sau, các đạo quân Vân - Quý và Điền Châu cũng tiến vào hội binh.
Theo các nhà nghiên cứu, cuộc hành quân của Tôn Sĩ Nghị từ 28/10 tới 20/11 tức là mất 22 ngày mới tới Thăng Long, lâu hơn nhiều so với thời gian 6 ngày mà Nghị từng dự liệu với Càn Long.
Tôn Sĩ Nghị bố trí quân Thanh đóng ở phía nam tới phía tây thành Thăng Long, cho đạo quân Lưỡng Quảng đóng hai bên bờ sông Hồng, quân Điền Châu đóng ở Khương Thượng, quân Vân - Quý đóng ở Sơn Tây.
Theo Khâm định Việt sử Thông giám cương mục của nhà Nguyễn, quân Thanh ở Thăng Long chểnh mảng phòng thủ, thường đi cướp bóc hãm hại dân Đại Việt nên bị oán ghét.
Lê Duy Kỳ thực hiện thanh trừng những người hợp tác với Tây Sơn rất khốc liệt: mổ bụng đàn bà có thai với quan tướng Tây Sơn, chặt chân ba người chú họ. Theo sách Đại Nam chính biên liệt truyện, từ Nam Ninh về tới kinh đô, thấy hành động của Duy Kỳ, Hoàng thái hậu phải than lên: "Thôi diệt vong đến nơi rồi."
Theo Đại Nam thực lục, Nguyễn Ánh ở Gia Định nghe tin quân Thanh kéo vào Thăng Long cũng ra mặt hưởng ứng, sai Phan Văn Trọng và Lâm Đồ mang thư chúc mừng và chở 50 vạn cân gạo ra cho quân Thanh nhưng giữa đường bị bão biển, cả người và gạo đều bị đắm hết.
Tôn Sĩ Nghị ban đầu chủ quan, sau nghe lời cảnh báo của các tướng dưới quyền Lê Duy Kỳ cũng quyết định ngày mồng 6 tháng Giêng sẽ ra quân đánh Tây Sơn. Để tăng cường phòng thủ, Nghị bố trí đồn Ngọc Hồi ở Thanh Trì (Hà Nội), đồn Hà Hồi ở Thường Tín (Hà Nội), đồn Nhật Tảo ở Duy Tiên (Hà Nam) và đồn Nguyệt Quyết huyện Thanh Liêm (Hà Nam). Quân Cần vương của Duy Kỳ do Hoàng Phùng Tứ chỉ huy cũng được điều từ Sơn Tây xuống Gián Khẩu làm tiền đồn chặn quân Tây Sơn.
Quân Thanh đồng thời cũng tụ tập thêm được các Hoa Kiều sống ở phía Bắc Đại Việt được chừng một vạn người đóng thành một trại, nhóm quân này ỷ thế đi cướp phá và hãm hiếp không kiêng sợ gì ai. Dù Tôn Sĩ Nghị có ra sắc lệnh nghiêm quân kỷ nhưng vì là kiêu binh nên cũng không có tác dụng lắm.
Việc cầu viện quân Thanh của Lê Chiêu Thống bị sử sách đời sau phê phán gay gắt. Các tác giả Ngô gia văn phái dù ủng hộ nhà Lê và chống nhà Tây Sơn nhưng trong tiểu thuyết Hoàng Lê nhất thống chí cũng viết:
| “ | Tuy vua Lê đã được phong vương, nhưng giấy tờ đưa đi các nơi, đều dùng niên hiệu Càn Long. Vì có Nghị ở đấy nên không dám dùng niên hiệu Chiêu Thống. Ngày ngày sau buổi chầu, vua lại tới chờ ở doanh của Nghị để nghe truyền việc quân, việc nước. Vua cưỡi ngựa đi trước, Lê Quýnh cưỡi ngựa đi sau, quân lính hộ vệ chỉ vài chục người. Người trong kinh có kẻ không biết là vua. Hoặc có người biết, thì họ nói riêng với nhau rằng: "Nước Nam ta từ khi có đế, có vương tới nay, chưa thấy bao giờ có ông vua luồn cúi đê hèn như thế. Tiếng là làm vua, nhưng niên hiệu thì viết là Càn Long, việc gì cũng do viên tổng đốc, có khác gì phụ thuộc vào Trung Quốc?" | ” |

## Vua Quang Trung bắc tiến

### Ra quân
Bốn ngày từ khi xuất phát tại Biện Sơn, ngày 24 tháng 11, đô đốc Tuyết vào tới Phú Xuân cấp báo với Bắc Bình Vương Nguyễn Huệ. Trước sự sợ hãi của nhiều người khi nghe tin quân Thanh kéo vào nước Việt, Nguyễn Huệ cười mà nói: 	
"Chó Ngô (chỉ quân Thanh) thì là cái thá gì, chúng đến đây chỉ để tự đi vào chỗ chết. Việc gì mà phải cuống quýt làm vậy?"
Ngay ngày hôm sau, ngày 25 tháng 11 năm Mậu Thân (22 tháng 12 năm 1788), Nguyễn Huệ xuất quân tiến ra Bắc Hà. Xuất quân sớm như vậy vì quân đội của ông thực ra đã có chuẩn bị tác chiến từ trước. Từ giữa năm 1788, tướng Tây Sơn ở Nam Bộ là Phạm Văn Tham không chống nổi quân Nguyễn Ánh, thành Gia Định thất thủ và sau đó liên tiếp thua trận, đang cố cầm cự ở Ba Thác. Nguyễn Nhạc tuổi cao lắm bệnh, bất lực không thể cứu ứng, nên nhường ngôi hoàng đế, đất đai và binh quyền cho Nguyễn Huệ, chỉ xưng là Tây Sơn Vương và thỉnh cầu ông vào cứu. Để chuẩn bị Nam tiến, Nguyễn Huệ tổng động viên binh lính ở Thuận Hoá, ngày đêm tập luyện. Tuy nhiên đạo quân Thanh hùng mạnh từ phương bắc trở thành nguy cơ lớn hơn và Nguyễn Huệ quyết định bắc tiến trước.
Để lấy danh nghĩa chính thống, Nguyễn Huệ quyết định lên ngôi Hoàng đế. Nguyễn Huệ tức tốc cho lập đàn Nam Giao ở núi Bân (cạnh núi Ngự Bình) làm lễ tế trời đất, tuyên bố lên ngôi Hoàng đế, lấy niên hiệu Quang Trung (nghĩa là ánh sáng ở trung tâm), nhằm vào ngày 25 tháng 11 năm Mậu Thân (22/12/1788 dương lịch). Chiếu lên ngôi của vua Quang Trung viết:
Nước Việt ta từ đời Đinh, Lê, Lý, Trần gây dựng ra nước cho đến ngày nay, thánh minh dấy lên không phải là một họ, nhưng thịnh suy, dài ngắn, vận mệnh do trời, không phải sức người tạo ra được. Trước đây nhà Lê mất chính quyền, họ Trịnh và cựu Nguyễn chia bờ cõi. Hơn hai trăm năm nay, kỷ cương rối loạn, vua Lê chỉ là hư vị, cường thần tự ý vun trồng, giềng mối của trời đất một phen rơi xuống không nâng lên được, chưa có lúc nào hư hỏng quá như lúc này vậy. Vả lại mấy năm gần đây, nam bắc gây việc binh đao, nhân dân rơi vào chốn lầm than.
Trẫm hai lần gây dựng họ Lê, thế mà tự quân họ Lê không biết giữ xã tắc, bỏ nước đi bôn vong, sĩ dân Bắc Hà không hướng về họ Lê, chỉ trông mong vào trẫm, về phần đại huynh (Nguyễn Nhạc) có ý mỏi mệt, tình nguyện giữ một phủ Quy Nhơn, tự nhún xưng là Tây Vương, mấy nghìn dặm đất về phương nam thuộc hết về trẫm. Trẫm tự nghĩ tài đức không bằng người xưa, mà đất đai thì rộng, nhân dân thì nhiều, ngẫm nghĩ cách thống trị, lo ngay ngáy như dây cương mục chỉ huy sáu ngựa.
Nay xem khí thần rất hệ trọng, ngôi trời thật khó khăn, trẫm chỉ lo không kham nổi, nhưng ức triệu người trong bốn bể đều xúm quanh cả vào thân trẫm, đó là ý trời đã định, không phải do người làm ra. Trẫm nay ứng mệnh trời, thuận lòng người không thể khăng khăng cố giữ sự khiêm nhường. Trẫm chọn ngày 22 tháng 11 năm nay lên ngôi thiên tử, đặt niên hiệu là Quang Trung năm đầu, truyền bảo cho trăm họ muôn dân phải tuân theo giáo lệnh của nhà vua. Nhân nghĩa, trung chính là đạo lớn của người, trẫm nay cùng dân đổi mới, vâng theo mưu mô sáng suốt của vua thánh đời trước, lấy giáo hóa trị thiên hạ.
Tạp chí Nghiên cứu Lịch sử đăng bài Hịch đánh Thanh, tên bài hịch là "Lời hiếu dụ tướng sỹ" được vua Quang Trung đọc tại lễ lên ngôi:
Đánh cho để dài tóc
Đánh cho để đen răng
Đánh cho nó chích luân bất phản
Đánh cho nó phiến giáp bất hoàn
Đánh cho sử tri Nam quốc anh hùng chi hữu chủ"
Dịch nghĩa:
Đánh cho để dài tóc
Đánh cho để đen răng
 Đánh cho nó bánh xe không quay lại
Đánh cho nó manh giáp không trở về
Đánh cho sử biết nước Nam anh hùng có chủ

Một giai thoại được truyền lại về việc Quang Trung lập kế để động viên quân sĩ trước khi ra quân đánh quân Thanh, tại lễ đăng quang ở Phú Xuân.
Sau lúc làm lễ, Quang Trung sai mang đến cái mâm, trên để các đồng tiền, có phủ vải điều, rồi tuyên bố với quân sĩ: "Ba quân hãy cùng ta quan sát, nếu cả hai trăm đồng tiền này đều sấp, thì đó là điềm trời báo chúng ta đại thắng. Ngược bằng, có đồng ngửa, thì đó là đại sự của chúng ta có điều trắc trở."
Nguyễn Huệ chắp tay khấn vái, rồi bưng mâm tiền, cung kính dâng lên cao, rồi hất tung xuống sân. Quân sĩ thấy các đồng tiền nhất loạt đều sấp, reo hò mừng rỡ, tin chắc trận này ra bắc sẽ đánh thắng quân Thanh.
Kỳ thực, Nguyễn Huệ đã ngầm sai người đúc 200 đồng tiền mà cả hai mặt đều là mặt sấp.

### Tăng quân ở Nghệ An
Ngày 29 tháng 11, quân Tây Sơn đến Nghệ An, đóng lại hơn 10 ngày để tuyển thêm quân.
Về thái độ của dân chúng, sử gia Nguyễn Khắc Thuần trong sách Đại cương Lịch sử cổ trung đại Việt Nam ghi thì thanh niên địa phương nô nức gia nhập hàng ngũ Tây Sơn còn sử gia Tạ Chí Đại Trường trong sách Lịch sử nội chiến Việt Nam 1771- 1802 thì dẫn lại thư giáo sĩ Longer là người đương thời gởi cho Julliard cho biết quân Tây Sơn bắt lính "gay gắt đến nỗi người ta không biết trốn vào đâu để tránh quân dịch. Các kẻ sai nha đem chó theo để tìm người trong khu rừng bên cạnh như người ta tìm thú: người ta lấy dao xỉa vào các đống rơm dùng để đun nấu" Số quân mới tuyển ở Nghệ An chưa được huấn luyện, cũng không có kinh nghiệm trận mạc nên khả năng chiến đấu kém xa đội quân Tây Sơn chính quy, nhưng vẫn có ích trong việc vận tải lương thực, xây cất doanh trại... Cứ 3 suất đinh thì lấy 1 suất lính, sau một thời gian ngắn, quân Tây Sơn đã có thêm hàng vạn người. Theo Đại Nam chính biên liệt truyện, số quân cũ và mới của Quang Trung là 10 vạn và hơn 100 voi chiến.
Quang Trung tổ chức duyệt binh và tiến ra bắc. Ngày 20/12, Quang Trung tiến đến Tam Điệp và tán thành chủ trương rút lui của Ngô Thì Nhậm.
Theo sách Lê triều dã sử, sở dĩ quân Tây Sơn hành quân nhanh chóng vì Nguyễn Huệ đã bố trí 3 người 1 tốp thay nhau 2 người cáng 1 đi suốt ngày đêm.
Theo Quân doanh kỳ lược của Trần Nguyên Nhiếp (là bí thư dưới quyền Tôn Sĩ Nghị), nghe tin thám tử quân Thanh các nơi chạy về báo Nguyễn Huệ đang lấy thêm lính Thanh - Nghệ và sắp đánh ra bắc, Tôn Sĩ Nghị vội cho quân tập dượt để chuẩn bị tác chiến, sai phó tướng Hứa Thế Hanh trực tiếp chỉ huy mặt trận phía nam Thăng Long.

### Chia đường xuất phát
Theo các nhà nghiên cứu hiện đại, Quang Trung chia quân làm 5 đạo: tiền, hậu, tả, hữu và trung quân. Ông phân quân cũ cho các tướng còn tự mình chỉ huy số quân mới tuyển để những người lính mới yên tâm chiến đấu. Các giáo sĩ phương Tây khi nhìn thấy đạo quân Tây Sơn này đã mô tả họ tàn tạ như những bệnh nhân do cuộc hành quân gấp gáp (dù họ chưa phải chiến đấu trận nào).
1. Đạo quân do Quang Trung chỉ huy có Ngô Văn Sở và Phan Văn Lân làm tiên phong, có cả tượng binh và kỵ binh đánh vào chính mặt nam Thăng Long.
2. Đạo quân do đô đốc Tuyết chỉ huy theo đường thủy tiến vào sông Lục Đầu, đánh đồn quân cần vương của Lê Duy Kỳ ở Hải Dương, chặn đường rút của quân Thanh bên kia sông Hồng.
3. Đạo quân đô đốc Lộc chỉ huy cùng đạo quân đô đốc Tuyết theo đường thủy tiến vào sông Lục Đầu, tới đây tách ra đi gấp lên Phượng Nhãn, Lạng Giang chặn đường rút của quân Thanh phía bắc.
4. Đạo quân đô đốc Bảo chỉ huy, cũng có tượng binh và kỵ binh theo đường Ứng Hoà (Hà Tây) ra làng Đại Áng, phối hợp với cánh quân Quang Trung đánh đồn Ngọc Hồi của Hứa Thế Hanh.
5. Đạo quân đô đốc Long chỉ huy, cũng có tượng binh và kỵ binh theo đường Chương Đức, hướng lên Sơn Tây nhưng sẽ rẽ quặt sang làng Nhân Mục tập kích đồn Khương Thượng của Sầm Nghi Đống và tiến vào Thăng Long từ hướng tây.

Đến nay, còn nhiều tranh luận chưa đi đến thống nhất giữa các nhà nghiên cứu về người chỉ huy đánh đồn Khương Thượng. Giáo sư Nguyễn Phan Quang trong "Phong trào nông dân Tây Sơn" nêu các giả thuyết khác nhau. Có thuyết cho rằng người chỉ huy là đô đốc Long, có ý kiến cho rằng đó là tướng Đặng Tiến Đông. Lại có ý kiến cho rằng hai người là một; và ý kiến khác cho rằng đô đốc Long thực ra tên là đô đốc Mưu....
Ngày 30 tháng chạp, Quang Trung cho quân ăn tết trước rồi hạ lệnh tiến quân. Ông hẹn với ba quân mồng 7 tháng Giêng âm lịch sẽ vào ăn tết ở Thăng Long.

## Quang Trung đại phá quân Thanh
Xem thêm: Trận Hà Hồi, Trận Ngọc Hồi, Trận Đống Đa, Trận Thăng Long

### Diệt tiền đồn
Đêm trừ tịch (30 tết), từ phòng tuyến Tam Điệp, quân Tây Sơn xuất phát. Đạo quân do Quang Trung chỉ huy vượt sông Giao Thủy đánh đồn Gián Khẩu của quân cần vương nhà Lê. Quân Lê tan vỡ, Hoàng Phùng Tứ bỏ chạy.
Theo Đại Nam chính biên liệt truyện, quân Quang Trung thần tốc tiến lên bắt gọn đám quân Thanh do thám và tiêu diệt các đồn bắc sông Nguyệt Quyết và đồn Nhật Tảo (Duy Tiên). Do đạo quân Tây Sơn hành quân nhanh và các đám quân do thám bị bắt, quân Thanh từ đồn Hà Hồi tới Thăng Long không biết gì về nhất cử nhất động của quân Tây Sơn.

### Dụ hàng đồn Hà Hồi, áp sát Ngọc Hồi
Ngày mồng 3 tháng Giêng, quân Tây Sơn tiến đến Hà Hồi cách Thăng Long khoảng 20 km. Quang Trung cho quân vây chặt đồn rồi sai bắc loa kêu gọi quân Thanh đầu hàng. Quân Thanh bị bất ngờ trước sự áp sát quá nhanh của quân Tây Sơn, không kịp kháng cự, đều ra hàng.
Ngày mồng 4 tháng Giêng, Quang Trung tiến đến đồn Ngọc Hồi. Hứa Thế Hanh ở đây nghe tin đồn Hà Hồi bị diệt vội báo về Thăng Long. Tôn Sĩ Nghị vội điều Thang Hùng Nghiệp mang quân ra tăng viện, lại đặc sai 20 kỵ binh phải thay nhau chạy đi chạy lại báo cáo tình hình.
Nhưng khi tiến quân tới Ngọc Hồi, Quang Trung không đánh ngay. Quân Thanh bị động cũng không dám giao tranh trước nhưng cũng không biết bị đánh khi nào. Cả ngày mồng 4, Quang Trung chỉ cho quân hư trương thanh thế để uy hiếp tinh thần quân Thanh và gây sự chú ý của quân Thanh tới đạo quân do ông chỉ huy vào mặt trận Ngọc Hồi để tạo điều kiện cho yếu tố bất ngờ của các đạo quân đô đốc Long và đô đốc Bảo. Chính Tôn Sĩ Nghị nghe báo cáo của kỵ binh cũng bị hút vào đồn Ngọc Hồi mà không nhận ra nguy cơ từ cánh quân của đô đốc Long.

### Diệt đồn Đống Đa
Khi Quang Trung diễu võ ngoài đồn Ngọc Hồi, đô đốc Long đang trên đường bắc tiến hướng đến Sơn Tây – nơi có đạo quân Vân Quý của Ô Đại Kinh – thì bất thần rẽ sang làng Nhân Mục nay thuộc xã Nhân Chính và Khương Đình và nửa đêm bất ngờ tập kích đồn Khương Thượng của Sầm Nghi Đống.
Theo Thánh vũ ký của Nguỵ Nguyên, các đội voi của Tây Sơn đều có đại bác trên lưng nã vào đồn. Quân Thanh bị đánh bất ngờ trong đêm tối, chết rất nhiều, tan vỡ bỏ chạy. Sầm Nghi Đống thấy không thể giữ được đồn bèn tự sát trên đài chỉ huy ở Loa Sơn (Khu vực phố chùa Bộc – Hà Nội hiện nay).
Một số tài liệu mới mà giới nghiên cứu đưa ra gần đây lại cho thông tin khác về diễn biến trận diệt đồn Khương Thượng. Theo đó, khi quân Thanh bị diệt đáng kể, Sầm Nghi Đống bỏ chạy lên cố thủ tại đài chỉ huy ở Loa Sơn. Đô đốc Long chia quân làm 2: một cánh đánh sang Nam Đồng để tiến vào Thăng Long, một ít quân tiếp tục vây hãm Loa Sơn. Sầm Nghi Đống không tự vẫn ngay mà cố thủ trên đài chờ cứu viện của Tôn Sĩ Nghị, nhưng tới ngày hôm sau không có quân cứu, Sầm mới tuyệt vọng và thắt cổ tự sát.
Nhà thơ đương thời Ngô Ngọc Du đã làm bài thơ Loa Sơn điếu cổ có câu:
Thánh Nam thập nhị kình nghê quán
Chiến điệu anh hùng đại võ công
Dịch:
Thánh nam xác giặc mười hai đống
Ngời sáng anh hùng đại võ công
Khu vực Khương Thượng và xung quanh, do xác quân Thanh chết quá nhiều, sau chất thành 12 gò cao, có đa mọc um tùm gọi là Gò Đống Đa. Trận diệt đồn Khương Thượng cũng còn gọi là trận Đống Đa.

### Tiến vào Thăng Long
Hạ xong đồn Khương Thượng, ngay trong đêm mồng 4, đô đốc Long tiến vào bắn phá đồn Nam Đồng ở phía tây thành Thăng Long. Khi Tôn Sĩ Nghị nhận được tin báo việc đồn Khương Thượng thất thủ thì đô đốc Long đã diệt xong đồn Nam Đồng và tiến vào đánh bản doanh của Tôn Sĩ Nghị ở Thăng Long.
Tôn Sĩ Nghị vội vàng tháo chạy. Các tài liệu cũ đều mô tả cảnh hỗn loạn của quân Thanh.
Đại Nam chính biên liệt truyện viết: 
"Tôn Sĩ Nghị đóng trên bãi cát, được tin bại trận vội vàng cưỡi ngựa một mình chạy về bắc. Tướng sĩ thấy vậy tranh nhau qua cầu mà chạy, cầu đứt, lăn cả xuống sông, chết đến vài vạn người, làm cho nước sông không chảy được."
Theo Thánh vũ ký của Nguỵ Nguyên nhà Thanh: 
"Sĩ Nghị chạy trốn qua được bờ bắc sông Phú Lương (Tức sông Hồng) liền cắt đứt cầu phao khiến các đạo quân của Hứa Thế Hanh và Trương Triều Long bị bỏ lại ở bờ nam. Do đó hơn 1 vạn người vừa tướng vừa quân xô nhau nhảy xuống sông để bơi sang bờ bắc và đều bị chết đuối cả".
Lê Chiêu Thống được tin Sĩ Nghị đã bỏ chạy, vội dắt gia quyến chạy theo, ra đến bờ sông thì cầu đã gãy, phải men theo bờ sông phía Nghi Tàm, lấy được chiếc thuyền đánh cá chèo sang được bên kia sông Hồng. Em Lê Chiêu Thống là Lê Duy Chỉ được sai giữ cửa ô Yên Hoa (Tức Yên Phụ ngày nay) thấy Chiêu Thống đã chạy, cũng bỏ chạy lên Tuyên Quang.

### Trận Ngọc Hồi
Sáng mồng 5 Tết, khi đô đốc Long tiến vào Thăng Long, Tôn Sĩ Nghị đã bỏ chạy, Quang Trung hạ lệnh đánh đồn Ngọc Hồi. Theo Đại Nam chính biên liệt truyện, đồn này được Sĩ Nghị quan tâm phòng thủ nhất, có phó tướng Hứa Thế Hanh đích thân ra chỉ huy. Đồn có hỏa lực mạnh, xung quanh có địa lôi và chông sắt. Để phá hỏa lực địch, Quang Trung làm sẵn 20 tấm mộc đỡ đạn có tẩm rơm ướt dàn đi trước.
Theo Lê quý kỷ sự và Việt sử Thông giám cương mục, mờ sáng mồng 5, 100 voi chiến Tây Sơn tiến lên. Ngựa quân Thanh sợ voi lui lại, giẫm lên nhau, lùi về đồn. Quân Thanh không dám ra nữa, cố thủ trong đồn bắn ra. Quang Trung chia tượng binh làm hai cánh, một cánh vòng qua sau đồn Ngọc Hồi, đóng phía đông đê Yên Duyên để chặn đường địch rút; cánh kia là bộ binh dùng mộc tẩm rơm ướt tiến lên hãm đồn. Theo sách Hoàng Lê nhất thống chí, đây là đội quân cảm tử gồm 600 người, chia làm 20 tốp. Họ mang dao ngắn bên hông, khiêng một tấm mộc lớn bằng gỗ phía ngoài quấn rơm ướt và 20 người cầm vũ khí tiến theo sau.
Hai mươi toán quân cảm tử dàn ngang thành thế trận chữ "Nhất", phía trước là 20 tấm mộc kết liền với nhau như bức tường thành di động, xông thẳng vào trận địa của quân Thanh. Những tấm mộc bọc rơm ướt có tác dụng chống đỡ đạn súng hỏa mai và cung tên của quân Thanh từ trong chiến lũy bắn ra, che chở cho đội quân xung kích tiến lên. Đại bác quân Thanh bị vô hiệu lực. Quân Tây Sơn dùng đoản đao và các thứ vũ khí mang theo xông lên phá cửa lũy, tiến vào đồn hỗn chiến. Quân chủ lực Tây Sơn dưới sự chỉ huy của vua Quang Trung cũng theo đó mà lao vào đồn. Từ hai bên sườn đồi Ngọc Hồi, đội tượng binh cũng đồng thời đánh ập vào.
Đại Nam chính biên liệt truyện mô tả, quân Thanh không chống nổi chạy tản ra tứ phía, lại giẫm phải địa lôi chính mình đặt từ trước nên bị chết rất nhiều. Đồn Ngọc Hồi bị quân Tây Sơn thiêu cháy.
Quân Thanh từ đồn Ngọc Hồi chạy tới đê Yên Duyên, trông thấy phục binh Tây Sơn chặn đánh, phải chạy theo đường Vịnh Kiều trốn về Thăng Long. Nhưng chạy tới nửa đường thì gặp cánh quân đô đốc Bảo đánh tới từ làng Đại Áng. Quân Thanh phải chạy lên làng Quỳnh Đô định trốn vào đầm Mực thuộc làng Quỳnh Đô. Quân Tây Sơn lùa voi chiến xuống đầm, đạp chết hàng vạn quân Thanh.
Như vậy toàn bộ hệ thống đồn do Tôn Sĩ Nghị thiết lập để phòng thủ ở nam Thăng Long đều bị quân Tây Sơn tiêu diệt. Theo Thánh vũ ký của Nguỵ Nguyên, các tướng Hứa Thế Hanh, Trương Triều Long, Thượng Duy Thăng đều tử trận.

### Khải hoàn
Cũng theo Thánh vũ ký, đạo quân Vân Nam – Quý Châu đóng ở Sơn Tây được tin các đồn thất thủ, tướng Ô Đại Kinh không giao chiến trận nào đã bỏ chạy, nhờ tướng người Việt là Hoàng Văn Đồng dẫn đường chạy về Trung Quốc.
Chiều mồng 5 tết (tức 30 tháng 1 năm 1789), Quang Trung và đô đốc Bảo tiến vào Thăng Long trong sự chào đón của nhân dân, đô đốc Long ra đón rước vào thành. Đại Nam chính biên liệt truyện mô tả, áo bào của Quang Trung sạm màu khói súng.
Trên đường tháo chạy, Tôn Sĩ Nghị bị hai cánh quân Tây Sơn của đô đốc Tuyết và đô đốc Lộc chặn đánh ở Hải Dương và Phượng Nhãn, tơi tả chạy về, bỏ lại cả quân ấn, kỳ bài, sắc thư. Trần Nguyên Nhiếp là bí thư dưới quyền Nghị sau này mô tả: Sĩ Nghị cùng Nguyên Nhiếp đi lạc lối, quanh co nhiều chỗ, bị đói khát 7 ngày đêm mới tới ải Nam Quan. Theo giáo sĩ De la Bissachere ở Việt Nam khi đó, số quân Thanh kịp theo Nghị qua bên kia biên giới chỉ có khoảng 50 người.
Lê Chiêu Thống cùng một số cận thần cũng vội chạy theo Nghị thoát sang bên kia biên giới.
Như vậy sớm hơn dự kiến, chỉ trong vòng 6 ngày, quân Tây Sơn đã đánh tan quân Thanh. Cánh quân Điền Châu gần như bị diệt hoàn toàn, cánh quân Lưỡng Quảng chủ lực bị thương vong nặng và tan rã gần hết, riêng quân Vân Nam – Quý Châu không giao chiến mà rút êm về nước. Quang Trung đã hẹn với ba quân mồng 7 vào ăn tết ở Thăng Long nhưng chỉ đến mồng 5, quân Tây Sơn đã khải hoàn ở kinh thành.
Ngô Ngọc Du là một nhà thơ đương thời, đã ghi lại không khí tưng bừng của ngày chiến thắng oanh liệt đó của Tây Sơn trong một bài thơ:
Giặc đâu tàn bạo sang điên cuồng
Quân vua một giận oai bốn phương
Thần tốc ruỗi dài xông thẳng tới,
Như trên trời xuống dám ai đương
Một trận rồng lửa giặc tan tành,
Bỏ thành cướp đó trốn cho nhanh
Ba quân đội ngũ chỉnh tề tiến,
Trăm họ chật đường vui tiếp nghênh

### Các đồn bị hạ
- Gián Khẩu
- Yên Quyết
- Nhật Tảo
- Hà Hồi
- Ngọc Hồi
- Đống Đa
- Nam Đồng, Đống Đa (tránh nhầm lẫn với Nam Đồng, Hải Dương)

## Tế quân Thanh
Sau cuộc chiến, Quang Trung ra lệnh thu nạp và nuôi dưỡng hàng vạn tù binh Mãn Thanh. Ông sai thu nhặt xương cốt quân Thanh tử trận, chôn thành những gò đống, lập đàn cúng tế và sai Vũ Huy Tấn soạn văn tế, biểu thị sự thương xót với những người Trung Quốc chết xa nhà. Bài văn có đoạn:
Nay ta
Sai thu nhặt xương cốt chôn vùi
Bảo lập đàn bên sông cúng tế
Lòng ta thương chẳng kể người phương Bắc
Xuất của kho mà đắp điếm đống xương khô
Hồn các ngươi không vơ vẩn ở trời nam, hãy lên đường mà quay về nơi hương chí
Nên kính ngưỡng ta đây là chủ, chan chứa lòng thành
Nhưng mong sao đáp lại đạo trời, dạt dào lẽ sống.

## Kết quả và ý nghĩa
Trong hồi ký của giáo sĩ Pierre-Jacques Lemonnier de la Bissachère (1764-1830) xuất bản tại Pháp năm 1812 cho rằng quân Thanh bị giết tại trận khoảng 20.000 người (chưa tính số bị thương, bị bắt hoặc đào ngũ) Thư đề ngày 20-1-1790 của giáo sĩ La Mothe gửi cho giáo sĩ Blandin thì ghi rằng "50.000 binh lính Trung Hoa đã chết vì tay Tiếm vương năm ngoái chỉ trong một cuộc giao chiến" Không rõ các giáo sĩ lấy số liệu từ đâu, nhưng có thể khẳng định quân Thanh bị thiệt hại rất nặng, có lẽ khoảng một nửa lực lượng đã bị tiêu diệt hoặc bị bắt. Đó là chưa kể hàng vạn quân Lê Chiêu Thống cũng bị diệt, đầu hàng hoặc tan rã trong chiến dịch.
Còn theo sử nhà Thanh, chỉ có khoảng 3.000 quân ở cánh quân Lưỡng Quảng thoát được về nước Theo sách Việt Thanh chiến dịch, sử nhà Thanh thống kê rằng tổng số quân Thanh tử trận là 11.780 người, trong đó có 186 võ quan các cấp. Con số quân Thanh tử trận thực tế phải cao hơn nhiều, vì có những binh lính tử trận không được ghi vào sổ sách, và nhà Thanh cũng không thống kê số quân địa phương, quân Hoa kiều và số dân phu bị chết trận. Ngày 24 tháng Giêng năm Kỷ Dậu (Càn Long 54) nhận được tin bại trận, vua Càn Long lập tức giáng chỉ điều động tướng tâm phúc là Phúc Khang An từ Mân-Triết (Phúc Kiến) sang làm tổng đốc Lưỡng Quảng thay Tôn Sĩ Nghị.
Chiến thắng Kỷ Dậu 1789 là một trong những trận chiến chống ngoại xâm nổi tiếng nhất trong lịch sử Việt Nam và cũng được các nhà nghiên cứu Việt Nam như Nguyễn Lương Bích và Phạm Ngọc Phụng đánh giá là chiến công oanh liệt nhất của hoàng đế bách chiến bách thắng Nguyễn Huệ. Chiến thắng này đã chặn đứng ý định xâm chiếm Đại Việt của nhà Thanh dưới thời Càn Long thịnh trị.
Sử quan nhà Nguyễn là Trần Trọng Kim năm 1920 cũng phải ngợi khen chiến tích này:
| “ | ông Nguyễn Huệ mới lên ngôi Hoàng Đế, truyền hịch đi các nơi, đường đường chính chính, đem quân ra đánh một trận phá 20 vạn quân Tàu, tướng nhà Thanh là Tôn Sĩ Nghị phải bỏ cả ấn tín mà chạy, làm cho vua tôi nước Tàu khiếp sợ, tướng sĩ nhà Thanh thất đảm. Tưởng từ xưa đến nay nước ta chưa có võ công nào lẫm liệt như vậy. | ” |

Hành quân thần tốc, hạ chớp nhoáng liên tiếp gần 10 đồn, tiêu diệt đội quân địch đông hơn từ cường quốc phương bắc. Tất cả chỉ diễn ra trong 5 ngày. Yếu tố bất ngờ trong chiến thuật của Quang Trung luôn khiến quân Thanh lâm vào thế bị động. Bất ngờ chiến lược mà ông giành được là đánh địch ở không gian và thời gian do mình lựa chọn.
Đầu tiên là việc ra quân thần tốc. Các giáo sĩ cũng ghi nhận là trong lần ra Bắc thứ hai, Nguyễn Huệ "tiến như vũ bão... từ Thanh Hoá ra Ninh Bình chỉ mất có một ngày, không quản đường xa khó nhọc đã làm chết nhiều ngựa voi của ông, trong khi người khác phải mất ba bốn ngày". Tôn Sĩ Nghị ban đầu yên tâm với hệ thống đồn phòng thủ liên tiếp nương tựa nhau, định cho quân nghỉ ngơi tới mùng 6 tết mới ra quân đánh Tây Sơn. Nhưng Tây Sơn hành quân quá nhanh tới Tam Điệp ngay từ trước Tết nguyên đán buộc Nghị phải thay đổi kế hoạch. Từ chủ định tấn công, Nghị không kịp điều quân thực hiện ý định đó mà phải phòng thủ chờ quân Tây Sơn đến..
Trong suốt cuộc hành quân bắc tiến, đạo quân chủ lực do đích thân Quang Trung chỉ huy chính là đạo quân giao chiến nhiều nhất. Liên tiếp hạ các đồn Gián Khẩu, Nguyệt Quyết, Nhật Tảo rồi Hà Hồi, tưởng chừng mũi chủ công đang đà thắng trận này sẽ sấn ngay tới Ngọc Hồi dù nó kiên cố. Thấy quân Tây Sơn tiến nhanh và đã bị choáng váng vì mất liền mấy đồn từ Hà Hồi về phía nam nên quân Thanh sẵn sàng nghênh chiến ở Ngọc Hồi ngoài cửa ngõ Thăng Long. Việc Quang Trung hành quân quá nhanh và hạ các đồn tiền tuyến cũng quá mau lẹ khiến quân Thanh ở Ngọc Hồi bị động, không dám chủ động tác chiến. Nhưng đó chính là lúc biến ảo nhất trong chiến thuật quân sự của Quang Trung tại lần bắc tiến này.
Theo sách của Nguyễn Lương Bích, Phạm Ngọc Phụng thì mũi tên bay rất nhanh, từng xuyên thủng liên tiếp các rào cản thì bất chợt dừng lại trước đồn Ngọc Hồi. Quang Trung bất ngờ hoãn binh không đánh, chỉ phô trương thanh thế cho đạo quân của đô đốc Long, tưởng như sẽ đánh thẳng vào đạo quân Vân Quý của Ô Đại Kinh ở Sơn Tây thì lại rẽ bước ngoặt quyết định vào đồn Khương Thượng - sườn tây Thăng Long - chỗ Tôn Sĩ Nghị không ngờ đến. Cuộc tập kích của đô đốc Long bất ngờ và mạnh mẽ tới mức khi đồn Ngọc Hồi – lá chắn tin tưởng nhất của Nghị - chưa mất, Nghị đã bỏ chạy. Việc quân đô đốc Long tung hoành trong kinh thành khiến đồn Ngọc Hồi dù kiên cố song quân Thanh ở đó cũng giảm nhiều nhuệ khí khi kinh thành sau lưng đã bị hạ - không còn được che chắn và tiếp viện từ đại doanh của chủ soái họ Tôn. Mục tiêu trước mắt đạo quân chủ lực của Quang Trung, chỉ sau một hôm, lại không còn là trở ngại lớn như ban đầu nữa. Đó mới là lúc ông thúc quân đánh chiếm đồn.
Như vậy là đạo quân chủ lực tác chiến nhiều nhất lại không phải là đạo quân đâm nhát kiếm quyết định vào quân Thanh để giải phóng Thăng Long. Đại doanh tan vỡ, chủ soái Tôn Sĩ Nghị bỏ chạy khiến quân Vân Quý không đánh phải tự rút. Trường hợp này tương tự như đạo quân Vân Nam của Mộc Thanh tháo chạy trong khởi nghĩa Lam Sơn, khi đạo quân chủ lực của Liễu Thăng đã bị diệt.
Theo các nhà nghiên cứu Nguyễn Lương Bích, Phạm Ngọc Phụng, chiến thuật kết hợp vừa gấp gáp vừa thư thả, giương đông kích tây, tránh chỗ mạnh nhằm chỗ yếu hơn ở Ngọc Hồi – Khương Thượng đã đạt đến đỉnh cao trong nghệ thuật quân sự của Nguyễn Huệ. Trong 3 đạo quân Thanh, cánh quân đông đảo nhất, mạnh nhất là của Tôn Sĩ Nghị và cánh quân ít nhất, yếu nhất chính là quân Điền châu của Sầm Nghi Đống. Quang Trung đã chọn mục tiêu đánh vào quân Điền châu vừa yếu nhất lại vừa dùng kỳ binh đánh bất ngờ, vào thời điểm nửa đêm nên khả năng chiến thắng rất cao. Xét trên toàn cục, tuy lực lượng ít hơn (10 vạn so với 20 vạn), nhưng do biết tập trung binh lực đánh vào những khu vực then chốt của địch nên quân Tây Sơn thực tế chỉ đương đầu với khoảng già nửa số quân Thanh sang Đại Việt, nên lực lượng tương đối cân bằng. Quang Trung đã không dàn lực lượng tác chiến cùng lúc với tất cả các cánh quân Thanh (không đánh cánh quân Vân Quý của Ô Đại Kinh) mà vẫn có chiến thắng lớn trên toàn mặt trận, đuổi được quân Thanh ra khỏi bờ cõi.
Những trận kịch chiến ở Khương Thượng (hay Đống Đa) và Ngọc Hồi là lớn nhất, ác liệt nhất, mang tính quyết định nhất trong toàn bộ chiến dịch bắc tiến đánh quân Thanh của Quang Trung. Vì vậy, mặc dù chiến dịch phá quân Thanh còn nhiều trận đánh khác nhưng đời sau vẫn thường gọi trận chiến này là trận Ngọc Hồi - Đống Đa.
Nhà nghiên cứu Hồ Bạch Thảo nhận định:
| “ | Cặp mắt chiến lược của Càn Long coi thành Thăng Long là chỗ dễ đánh nhất, nếu vua Quang Trung đóng tại đó, coi như con chim đã vào trong "lồng" của y; ngoài ra Càn Long còn cần thận soạn ra kế hoạch vượt sống Hồng, gọi là "ám độ". Nhưng khi vào thành, thì quân Tây Sơn đã rút gần hết. Rồi với thiên tài dụng binh của vua Quang Trung, thành Thăng Long trở thành cái "lồng" nhốt quân Thanh, Tôn Sĩ Nghị bị quân Tây Sơn truy kích bèn ra lệnh chặt cầu, hành động đớn hèn này giết tất cả Đề Trấn dưới quyền. | ” |

Trận Ngọc Hồi – Đống Đa chấm dứt sự tồn tại của nhà Hậu Lê. Lê Duy Kỳ chạy sang lưu vong rồi chết ở Yên Kinh. Vua Tây Sơn – hoàng đế Quang Trung sau đó không lâu chính thức được nhà Thanh công nhận, trở thành người cai quản Bắc Hà. Chiến thắng này cũng đánh dấu bước phát triển cực thịnh – dù không dài - của nhà Tây Sơn.

## Các ý kiến khác nhau về số quân Thanh
Số quân Thanh sang Đại Việt được ghi chép trong các sử sách của Việt Nam, của Trung Quốc, cũng như của người phương Tây đương thời có những điểm khác biệt rất lớn. Các nhà nghiên cứu Nguyễn Phan Quang, Tạ Chí Đại Trường, Trần Gia Phụng đã có những tổng hợp về các nguồn tài liệu liên quan tới vấn đề này; nguồn tài liệu do các nhà nghiên cứu Việt Nam dẫn ra khá tương đồng
Sự khác biệt giữa các số liệu do nhiều nguyên nhân khác nhau: việc phao tin phóng đại hoặc che giấu bớt lực lượng của các bên, không gian chiến dịch khá rộng (chỉ tính số quân Thanh đóng ở khu vực tác chiến hay tính cả lực lượng vận tải hậu cần ở phía sau), và cả sự phức tạp trong cách tính thành phần của quân Thanh (sử Trung Quốc chỉ ghi rõ số quân chính quy nhưng không ghi rõ số lượng quân địa phương, dân binh đi theo hỗ trợ, cũng không ghi rõ về số lượng quân Lê Chiêu Thống, quân Hoa kiều trợ giúp nhà Thanh).

### Việt Nam
- Sử sách của Việt Nam như Việt Sử Thông Giám Cương Mục, Đại Nam Thực Lục, Lê Quý Kỷ Sự, Tây Sơn Thuật Lược... không ghi chép rõ số quân Thanh.
- Hoàng Lê nhất thống chí có chép lại "Tám điều quân luật" và "Bài hịch" của Tôn Sĩ Nghị. Trong "Bài hịch", Tôn Sĩ Nghị tuyên bố số quân Thanh có 50 vạn. Theo "Tám điều quân luật" thì "mỗi người lính được cấp một tên phu" (điều 8). Vậy số quân Thanh 50 vạn thì số phu cũng 50 vạn và toàn bộ lên đến 1 triệu người. Hầu hết các nhà sử học đều cho con số 1 triệu chỉ là phóng đại nhằm khoa trương thanh thế. Nhưng nó cũng cho ta biết rằng 1 người lính chính quy sẽ có một người phu đi theo.
- Đại Nam Chính Biên Liệt Truyện sơ tập (Q.30) và Nguyễn Thị Tây Sơn Ký chép số quân là 20 vạn, nhưng không xác định con số đó có bao gồm lực lượng quân địa phương, nghĩa dũng và dân phu hay không.
- Tỷ lệ giữa binh lính và dân phu trong các tài liệu cũng không thống nhất. Điều 8 trong "Quân luật" của Tôn Sĩ Nghị quy định 1 lính được cấp 1 phu, trong lúc "Lê Sử Toản Yếu" và "Minh Đô Sử" của Việt Nam lại chép 1 chiến binh có 3 dân binh phục vụ.
- Bài Hàng binh Chiếu của Quang Trung do Ngô Thì Nhậm viết, là tài liệu được công bố ngay sau chiến thắng Kỷ Dậu. Bài chiếu có đoạn viết:

| “ | Việc Tổng đốc Tôn Sĩ Nghị nhà các ngươi sức hèn tài mọn, không biết tự lượng, đem hai mươi chín vạn quân sang cửa quan, vượt suối trèo non, vô cớ xông vào chỗ hiểm nguy để gây binh hấn, khiến cho các ngươi, một lũ dân đen vô tội phải nằm sương gối tuyết và chết ở hòn đạn mũi tên. Đó là tội của Tổng đốc nhà các ngươi. | ” |

Theo bài chiếu, tổng số quân Thanh là 29 vạn. Theo ý kiến một nhà nghiên cứu Việt Nam là Nguyễn Phan Quang, bài Chiếu phát phối hàng binh nội địa của Quang Trung là một văn bản chính thức, đương thời, đáng tin cậy. Còn theo ý kiến của một người Việt Nam khác là Trần Gia Phụng thì 29 vạn quân tuy do Ngô Thời Nhậm là người trong cuộc viết nhưng đây là một văn thư có tính tuyên truyền nên cũng chưa hẳn sát với thực tế.
Có tài liệu Việt Nam khác thì viết rằng lực lượng quân Thanh xâm lăng Đại Việt có khoảng hai mươi vạn (tức 200.000 quân). Đối chiếu với các tài liệu Trung Quốc thì con số 20 vạn là khá hợp lý: tài liệu Trung Quốc ghi nhận hai cánh quân Lưỡng Quảng và Vân Quý có 29.500 quân chính quy, 6.000 quân địa phương, 12 vạn dân binh (chưa tính cánh quân Điền Châu), lại huy động thêm khoảng 1 vạn Hoa kiều đang sống ở miền Bắc Việt Nam, vài vạn quân nhà Lê. Nhà nghiên cứu Tạ Chí Đại Trường kết luận rằng "Tạm thời ta dùng con số 20 vạn của sử Việt kể luôn quân chính quy và phụ lực của Thanh, quân nghĩa dũng của nhà Lê, chắc không sai bao nhiêu".

### Người phương Tây đương thời
Một số thương nhân, giáo sĩ phương Tây đến Đại Việt vào khoảng thế kỷ 18, đầu thế kỷ 19 có ghi lại trong hồi ký và thư từ, một ít tư liệu về chiến thắng Kỷ Dậu 1789.
- Một thương nhân Anh là J. Barrow đến Đại Việt năm 1792 lại ghi nhận một số liệu khác, số quân Thanh là 10 vạn.
- Một nguồn thông tin thư từ của một số người nước ngoài sống ở vùng Thăng Long ngay trong thời gian xảy ra trận chiến này. Số thư từ này còn được ghi lại trong tập "Nhật Ký của hội truyền giáo Bắc Kỳ" lưu trữ tại Nha văn khố quốc gia Paris. Một bức thư gửi từ Thăng Long đề ngày 25/10/1788 phản ánh một "tin đồn" về 30 vạn quân Thanh sắp kéo sang cứu viện cho Lê Chiêu Thống.
- Bức thư của một linh mục trông coi giáo dân ở vùng Thăng Long đề ngày 26 tháng 12 năm 1788 cho biết rõ: "Viện binh Trung Hoa gồm độ 28 vạn người, một nửa đóng trong thành phố, nửa còn lại ở bên kia sông". Theo nhận định của Trần Gia Phụng thì:

| “ | Nếu một nửa đóng trong thành phố, nghĩa là có 14 vạn quân Thanh trong thành Thăng Long, thì thành Thăng Long lúc đó có đủ sức chứa, chỗ ở và nuôi ăn hàng ngày cho quân Thanh không? Ngoài ra, theo tài liệu Trung Hoa, quân Thanh mất hết một nửa khi trở về nước, vậy mất hết khoảng 14 vạn (so với 28 vạn khi ra đi), vừa chết vừa mất tích, trốn chạy thì con số nầy có thích hợp trong một cuộc chiến bằng vũ khí chưa tối tân? Tuy nhiên con số 28 vạn của tài liệu nầy gần với con số 29 vạn mà Ngô Thời Nhậm đã viết trong "Tờ chiếu phát phối hàng binh người nội địa". | ” |

Theo nhà nghiên cứu Tạ Chí Đại Trường thì:.
| “ | Còn về số ước tính của giáo sĩ, ta nghĩ rằng họ thấy thanh thế quân Thanh to quá so với cá nhân con người thời loạn trốn chui trốn nhủi như họ và người đương thời, nên đã phóng đại ra. Tạm thời ta dùng con số 20 vạn của sử Việt kể luôn quân chính quy và phụ lực của Thanh, quân nghĩa dũng của nhà Lê, chắc không sai bao nhiêu.... | ” |

Một tài liệu khác trong hồi ký của giáo sĩ Pierre-Jacques Lemonnier de la Bissachère (1764-1830) xuất bản tại Pháp năm 1812 cho biết rằng quân Thanh sang Đại Việt khoảng 40.000 người và bị giết tại trận khoảng 20.000 người. Do ông De la Bissachère tới Đàng Ngoài năm 1790-chỉ 1 năm sau trận chiến và ở lại cho đến năm 1798 nên Trần Gia Phụng cho rằng "có thể ông (de la Bissachère) thu thập được nhiều nguồn tin và lượng định con số quân Thanh sang nước Việt".
Nhật ký về những sự kiện đáng ghi nhớ trong địa phận Giáo hội Bắc kỳ từ tháng 10-1788 cho tới cuối tháng 7-1789 ghi rằng "Quang Trung đã cho đem về Phú Xuân và về tân kinh đô tới 2.000 - 3.000 cỗ đại bác và súng thần công (chiến pháo), không biết bao nhiêu là súng dài và khí giới khác cùng với vô số tiền bạc và (đại khái) tất cả những vật liệu quý giá bắt được của quân Trung Hoa" Dựa theo số lượng chiến lợi phẩm này, có thể thấy số lượng quân Thanh là không dưới vài vạn.
Thư đề ngày 20-1-1790 của giáo sĩ La Mothe gửi cho giáo sĩ Blandin ghi rằng "50.000 binh lính Trung Hoa đã chết vì tay Tiếm vương năm ngoái chỉ trong một cuộc giao chiến" Nếu con số này là chính xác, có thể thấy số lượng quân Thanh (gồm quân chính quy và dân binh) kéo sang Đại Việt chí ít cũng phải 10 vạn.

### Trung Quốc
Đại Thanh Thực Lục, bộ sử chính thức của nhà Thanh, ghi chép đầy đủ những lệnh dụ của vua Thanh cho biết hai cánh quân Lưỡng Quảng và Vân Quý có 29.500 quân chính quy (quân chủ lực tinh nhuệ điều động ở bốn tỉnh phía nam), 6.000 quân địa phương và khoảng 12 vạn dân binh phục vụ vận tải, trong đó:
- Cánh quân Lưỡng Quảng do Tôn sĩ Nghị trực tiếp thống lĩnh. Cánh quân này gồm 8.000 quân chính quy tỉnh Quảng Đông, 13.500 quân chính quy tỉnh Quảng Tây. Tổng cộng có 21.500 quân chính quy (ban đầu có 15.000, sau tăng viện thêm 6.500), ngoài ra còn có 1.500 phu chăn ngựa và 751 con ngựa, 20 khẩu phách sơn pháo.
- Cánh quân Vân Quý do Đề đốc Ô Đại Kinh chỉ huy có 8.000 quân chính quy, ngoài ra còn có 2.000 con ngựa và 2.000 con bò để chở lương thực.
- Có khoảng 6.000 quân địa phương đi theo 2 cánh quân trên. Ở hướng Lưỡng Quảng, thổ quan châu Bảo Lạc là Nông Phúc Tấn dẫn 2000 quân được giao nhiệm vụ tấn công Cao Bằng, quan Điền Châu Sầm Nghi Đống cũng dẫn 2000 quân đi theo trợ chiến. Ở hướng Vân Quý có 1500 quân địa phương đi theo.
- Cánh quân Vân Quý có 2 vạn dân binh phục vụ vận tải. Về phía cánh quân Lưỡng Quảng, theo lời tuần phủ Quảng Tây là Tôn Vĩnh Thanh thì tổng số dân binh phục vụ là hơn 10 vạn (riêng đội quân Quảng Tây thuộc cánh quân này đã có 54.000 dân binh đi theo phục vụ).

Tính tổng cộng thì sử nhà Thanh ghi nhận quân Thanh có khoảng gần 35.500 quân và 12 vạn dân binh. Tuy nhiên sử nhà Thanh không tính quân bản địa ở Đại Việt hỗ trợ họ (khoảng 10.000 quân Hoa kiều , cũng như vài vạn quân nhà Lê hỗ trợ quân Thanh).
Trong "Càn Long chinh vũ An Nam Ký", Ngụy Nguyên đời Thanh khoảng vài chục năm sau có chép tương tự: số quân Thanh là 18.000, trong đó đạo quân Lưỡng Quảng là 10.000 (chưa kể số viện binh sau này) và đạo quân Vân Quý là 8.000. Nhưng Ngụy Nguyên cho biết thêm: "bấy giờ các thổ binh, nghĩa dũng đi theo, tiếng đồn đại binh có vài chục vạn". Như vậy, số quân chủ lực có khoảng 18.000 (chưa kể 11.500 viện binh bổ sung sau đó), chưa tính số "nghĩa binh", "nghĩa dũng" và dân phu vận chuyển có mấy chục vạn người. Dù vậy như Ngụy Nguyễn cũng nói, đây chỉ là "tiếng đồn".
Theo Tiến sĩ Nguyễn Duy Chính của Đại học Irvine, Hoa Kỳ thì sổ trả lương và kế toán của nhà Thanh ghi gần tương tự, rằng ở phía Đông (vùng Bắc Việt Nam) họ có 10.000 quân, phía Tây có 8.000 và cộng thêm số viện binh theo những nguồn tài liệu khác, sẽ vào khoảng 30.000 quân chính quy. Và cũng trong phân tích này, tiến sĩ có dẫn lại sử gia Ba Lan tên là Wieslaw Olszewski ghi quân Thanh có 200.000 quân (không ghi rõ là loại quân gì) sang nước Việt nhưng không rõ số đánh nhau với Tây Sơn là bao nhiêu.
Theo các nhà nghiên cứu Tạ Trí Đại Trường, Phan Huy Lê, Hồ Bạch Thảo và Trần Gia Phụng, sử sách nhà Thanh đã ghi hạ thấp số quân viễn chinh để giảm bớt sự thất bại trầm trọng của triều Thanh. Các sử gia Trung Quốc đó không ghi chép đầy đủ các lực lượng của toàn bộ quân viễn chinh, nhưng chính những đoạn ghi chép của sử sách nhà Thanh, nhất là bộ Đại Thanh Thực Lục, lại bộc lộ nhiều mâu thuẫn: Số quân vài vạn mà Đại Thanh Thực Lục ghi không tính đến số "thổ binh", "nghĩa dũng" và dân phu. Hơn nữa, với một đạo quân mấy vạn thì triều đình nhà Thanh không cần phải cử tổng đốc Lưỡng Quảng là Tôn Sĩ Nghị làm thống soái, dưới trướng gồm một loạt võ quan cao cấp như: Đề đốc Phó tướng Hứa Thế Hanh, Đề đốc Ô Đại Kinh, Phó tướng Khánh Thành, Phó tướng Hình Đôn Hành; các tổng binh Thượng Duy Thăng, Trương Triều Long, Lý Hóa Long cùng nhiều Tham tướng, Tri phủ, Tri huyện, v.v... Nếu chỉ điều mấy vạn quân, Càn Long cũng không phải quan tâm tới mức vài ngày lại ra một chỉ dụ. Báo cáo của các tướng nhà Thanh trước khi lên đường sang Việt Nam có nêu số quân Tây Sơn ở Bắc Hà có 6 vạn (lúc Nguyễn Huệ chưa rút quân về nam), chưa kể quân đội Tây Sơn (3-4 vạn) đóng ở phía nam, nhà Thanh là bên tấn công nên chắc chắn phải huy động số quân chủ lực đông hơn, vậy thì lực lượng quân Thanh phải vào khoảng 10 - 15 vạn lính chính quy trong tổng số 29 vạn quân, dân binh đủ các loại.
Trong bài viết in trên Tạp chí Nghiên cứu và Phát triển, Nguyễn Duy Chính dẫn lại những tổng kết của Lại Phúc Thuận, một học giả đã dày công dựa vào các tài liệu của Thanh triều như Thanh Cao Tông Thuần Hoàng Đế thực lục, Khâm định An Nam kỷ lược, Thanh sử cảo, Đông Hoa tục lục và các sổ sách của Bộ Hộ, Bộ Hình v.v. để biên soạn thành Càn Long Trọng Yếu Chiến tranh chi Quân Nhu Nghiên cứu (乾隆重要戰爭之軍需研究), xác định quân Thanh vào Việt Nam bao gồm quân chính quy và quân phụ trợ. Quân chính quy ở cánh Lưỡng Quảng có 21.500 người (Quảng Tây đợt một 10.000, đợt hai 3.500; Quảng Đông đợt đầu 5.000, đợt sau 3.000), bố trí 4.000 quân đóng ở các quan ải dọc biên, 5.000 quân không theo đại quân mà chia ba toán (2.000 phòng thủ Lạng Sơn, 1.300 canh giữ 17 kho lương dọc đường Lạng Sơn-Thăng Long, 1.700 canh phòng các nơi hiểm yếu), chỉ có 12.500 người ở cánh này theo Tôn Sĩ Nghị và Hứa Thế Hanh chỉ huy đưa xuống Thăng Long. Số quân phụ trợ (gồm thổ binh phối hợp, mã phu, dân phu) ước mấy chục vạn người.
Theo tính toán của Trần Gia Phụng thì theo chính sử nhà Thanh, hai cánh quân của Tôn Sĩ Nghị và Ô Đại Kinh khi cộng lại có khoảng gần 2 vạn quân chính quy (chưa kể hơn 1 vạn viện binh bổ sung thêm sau đó), thêm đoàn quân tiếp liệu của Tôn Vĩnh Thanh không dưới 10.000 người nên khi cộng lại đã được 40.000 quân chính quy. Mỗi quân chính quy lại đem theo ít nhất một người phu (điều thứ 8 của quân luật Tôn Sĩ Nghị) thì số người Thanh qua Đại Việt tối thiểu là 80.000. Đây là con số tối thiểu, mà thực tế theo ông, phải cao hơn nữa do các tướng lãnh và sĩ quan Thanh chắc chắn phải đem theo nhiều hơn một người phu, và trước đó để đánh một bộ lạc 150.000 người mà nhà Thanh huy động đến 8 vạn quân, Đại Việt dân đông hơn rất nhiều (khoảng 5 - 6 triệu dân) nên con số 1-2 vạn quân là quá ít. Tài liệu này khá khớp với tài liệu của giáo sĩ Pierre-Jacques Lemonnier de la Bissachère khi ông cũng ghi lại rằng quân chính quy của nhà Thanh sang Việt Nam năm đó có tối thiểu (đã bị chính sử Trung Quốc ghi chép giảm bớt) 40.000 người. Ông Phụng tin rằng số quân Thanh có thể còn cao hơn nữa chút ít, tuy nhiên có thể tạm tin được con số 40.000 quân chính quy (chưa kể số dân binh còn đông gấp mấy lần).

## Trong thơ ca

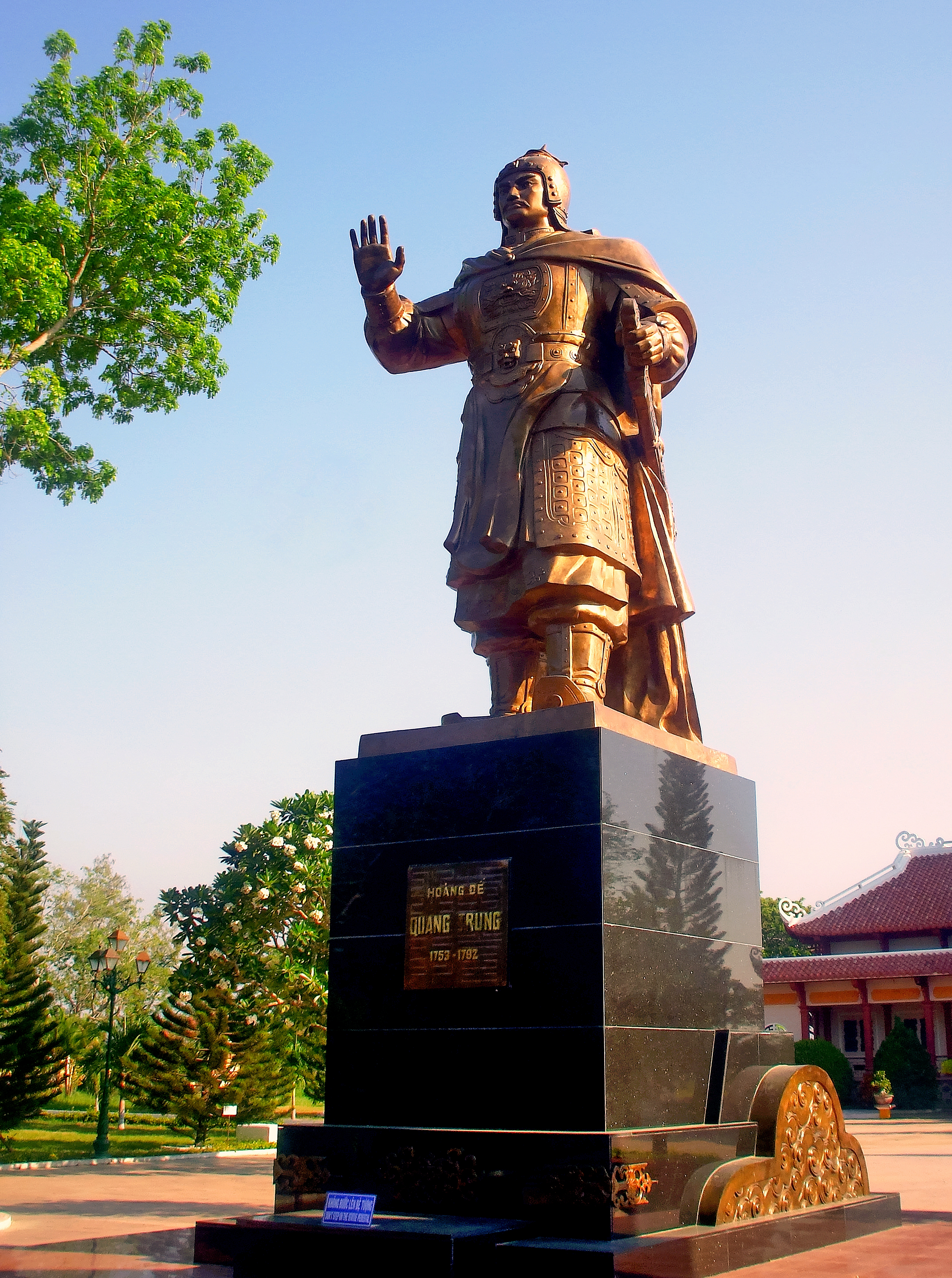
Tượng đài Hoàng đế Quang Trung tại Bảo tàng Quang Trung (Bình Định)

Trong Đại Nam Quốc Sử diễn ca có đoạn nói về vua Quang Trung đại phá quân Thanh như sau:
Quân Thanh đã được Thăng Long,

Một hai rằng thế là xong việc mình.

Dùng dằng chẳng chịu tiến binh,

Nhác đường phòng thủ, mống tình đãi hoang.

Ngụy Tây nghe biết sơ phòng,

Giả điều tạ tội, quyết đường cất quân.

Dặm tràng nào có ai ngăn,

Thừa hư tiến bức đến gần Thăng Long.

Trực khu đến lũy Nam Đồng,

Quan Thanh dẫu mấy anh hùng mà đang?

Vua Lê khi ấy vội vàng,

Cùng Tôn Sĩ Nghị sang đàng Bắc Kinh.

Qua sông lại sợ truy binh,

Phù kiều chém đứt, quân mình thác oan.

Ngẩn ngơ đến ải Lạng Sơn,

Theo sau còn có quân quan mấy người.

Cầm tay Sĩ Nghị than dài,

Vì mình kiển bộ nên người luống công,

Nhẽ đâu lại dám bận lòng,

Xin về đất cũ để mong tái đồ.

Tôn công cũng có tiên trù,

Đã dâng một biểu xin cầu viện binh.